# Eastside (bài hát)
"Eastside" là một bài hát của nhà sản xuất âm nhạc người Mĩ Benny Blanco cùng với 2 ca sĩ người Mĩ là Halsey và Khalid. Bài hát được phát hành vào ngày 12 tháng 7 năm 2018 như là đĩa đơn đầu tay của Blanco. Nó ra mắt trên bảng xếp hạng Billboard Hot 100 của Hoa Kỳ tại vị trí thứ 56, và sau đó vươn đến vị trí cao nhất của nó là 9. Ngoài ra, nó cũng đứng đầu các bảng xếp hạng tại Anh, Ireland, New Zealand và Singapore và xếp á quân tại các bảng xếp hạng của Úc và Đan Mạch.

## Phát hành
Blanco ra mắt bài hát vào ngày 12 tháng 7 trên đài phát thanh Beats 1 của dịch vụ nhạc trực tuyến Apple Music trong một buổi phỏng vấn với Zane Lowe. Bài hát sau đó được phát hành cho các dịch vụ nhạc trực tuyến khác và các hệ thống tải xuống kỹ thuật số. Video âm nhạc của nó cũng được phát hành vào cùng ngày.

## Biểu diễn trực tiếp
Blanco, Halsey và Khalid biểu diễn bài hát tại Lễ trao Giải Âm nhạc Mỹ năm 2018.
Halsey cũng biểu diễn bài hát tại chuyến lưu diễn năm 2018 của cô.

## Xếp hạng
| Bảng xếp hạng (2018–2019)                       | Vị trí cao nhất |
| ----------------------------------------------- | --------------- |
| Úc (ARIA)                                       | 2               |
| Áo (Ö3 Austria Top 40)                          | 12              |
| Bỉ (Ultratop 50 Flanders)                       | 28              |
| Bỉ (Ultratop 50 Wallonia)                       | 30              |
| Canada (Canadian Hot 100)                       | 6               |
| Croatia (HRT)                                   | 26              |
| Cộng hòa Séc (Singles Digitál Top 100)          | 9               |
| Denmark (Tracklisten)                           | 2               |
| France (SNEP)                                   | 97              |
| Trường songid là BẮT BUỘC CHO BẢNG XẾP HẠNG ĐỨC | 15              |
| Greece Digital Singles (IFPI Greece)            | 13              |
| Ireland (IRMA)                                  | 1               |
| Italy (FIMI)                                    | 59              |
| Latvia (Latvijas Top 40)                        | 6               |
| Lebanon (Lebanese Top 20)                       | 1               |
| Malaysia (RIM)                                  | 4               |
| Hà Lan (Dutch Top 40)                           | 20              |
| Hà Lan (Single Top 100)                         | 21              |
| New Zealand (Recorded Music NZ)                 | 1               |
| Norway (VG-lista)                               | 3               |
| Romania (Airplay 100)                           | 69              |
| Scotland (OCC)                                  | 4               |
| Singapore (RIAS)                                | 1               |
| Slovakia (Rádio Top 100)                        | 59              |
| Slovakia (Singles Digitál Top 100)              | 8               |
| Slovenia (SloTop50)                             | 22              |
| Spain (PROMUSICAE)                              | 62              |
| Sweden (Sverigetopplistan)                      | 7               |
| Thụy Sĩ (Schweizer Hitparade)                   | 22              |
| Anh Quốc (OCC)                                  | 1               |
| Hoa Kỳ Billboard Hot 100                        | 9               |
| Hoa Kỳ Adult Pop Airplay (Billboard)            | 19              |
| Hoa Kỳ Pop Airplay (Billboard)                  | 5               |
| Hoa Kỳ Rhythmic (Billboard)                     | 19              |

| Bảng xếp hạng (2018)                 | Vị trí |
| ------------------------------------ | ------ |
| Australia (ARIA)                     | 10     |
| Austria (Ö3 Austria Top 40)          | 32     |
| Belgium (Ultratop Flanders)          | 93     |
| Canada (Canadian Hot 100)            | 60     |
| Denmark (Tracklisten)                | 19     |
| Germany (Official German Charts)     | 57     |
| Ireland (IRMA)                       | 13     |
| Netherlands (Dutch Top 40)           | 99     |
| Netherlands (Single Top 100)         | 54     |
| New Zealand (Recorded Music NZ)      | 16     |
| Sweden (Sverigetopplistan)           | 56     |
| Switzerland (Schweizer Hitparade)    | 69     |
| UK Singles (Official Charts Company) | 19     |
| US Billboard Hot 100                 | 77     |
| US Mainstream Top 40 (Billboard)     | 47     |